# Eupithecia inexplicabilis
Eupithecia inexplicabilis là một loài bướm đêm trong họ Geometridae.